# Gottfried Reinhold Treviranus
Gottfried Reinhold Treviranus   (Bremen, 4 de febrer de 1776 - Bremen, 16 de febrer de 1837) fou un biòleg molt important va ser qui va inventar la biologia a partir de la seva obra biologia i fisiologia. Treviranus va ser un dels precursors dels estudis biològics a Alemanya. En el mateix any en què el naturalista francès Jean-Baptiste Lamarck va proposar i va popularitzar el terme «biologia» com a ciència dels éssers vius, Treviranus ho va emprar, a el parer de forma independent, com a títol de la seva principal obra, Biologia o Filosofia de la Naturalesa vivent (sis volums, 1802-1822), en la qual va resumir tots els coneixements de l'època sobre l'estructura i les funcions de la matèria viva.